# Dzsabal el-Ahdar tartomány
El-Dzsabal el-Ahdar tartomány (arabul شعبية الجبل الأخضر [Šaʿbiyyat al-Ǧabal al-Aḫḍar]) Líbia huszonkét tartományának egyike. A történelmi Kirenaika régióban, az ország északkeleti részén fekszik: északon a Földközi-tenger, keleten Darna tartomány, délen el-Váhát tartomány, nyugaton pedig el-Mardzs tartomány határolja. Székhelye el-Bajdá városa. Lakossága a 2006-os népszámlálás adatai szerint 203 156 fő.

## Fordítás
Ez a szócikk részben vagy egészben  a   Libyen#Verwaltungsgliederung című német Wikipédia-szócikk ezen változatának fordításán alapul.  Az eredeti cikk szerkesztőit annak laptörténete sorolja fel. Ez a jelzés csupán a megfogalmazás eredetét és a szerzői jogokat jelzi, nem szolgál a cikkben szereplő információk forrásmegjelöléseként.